# Xã Hamre, Quận Beltrami, Minnesota
Xã Hamre (tiếng Anh: Hamre Township) là một xã thuộc quận Beltrami, tiểu bang Minnesota, Hoa Kỳ. Năm 2010, dân số của xã này là 13 người.